# اچ‌ام‌اس جی۱۲
اچ‌ام‌اس جی۱۲ (به انگلیسی: HMS G12) یک زیردریایی بود که طول آن ۵۷٫۵ متر (۱۸۹ فوت) بود. این زیردریایی در سال ۱۹۱۶ ساخته شد.